# ايمري ليدر
ايمري ليدر (بالإنجليزية: Imre Leader)‏ هو رياضياتي بريطاني، ولد في 30 أكتوبر 1963.